# La Chapelle-Chaussée
Pour les articles homonymes, voir La Chapelle.
La Chapelle-Chaussée est une commune française située dans le département d'Ille-et-Vilaine en région Bretagne, peuplée de 1 299 habitants.

## Géographie
| Cardroc              | Saint-Brieuc-des-Iffs Les Iffs | Saint-Symphorien |
| Miniac-sous-Bécherel | La Chapelle-Chaussée           | Saint-Gondran    |
| Romillé              | Langan                         | Langouet         |

### Transport
Depuis le 1er janvier 2014, à la suite de son entrée dans Rennes Métropole, la commune est desservie par le réseau STAR via la ligne 82.

### Hydrographie
Pour un article plus général, voir Réseau hydrographique d'Ille-et-Vilaine.
La commune est située dans le bassin Loire-Bretagne. Elle est drainée par la Flume, le Pérouse et le ruisseau de l'Étang du saut bois,,.
La Flûme, d'une longueur de 34 km, prend sa source dans la commune  et se jette  dans la Vilaine à Rennes, après avoir traversé dix communes. 

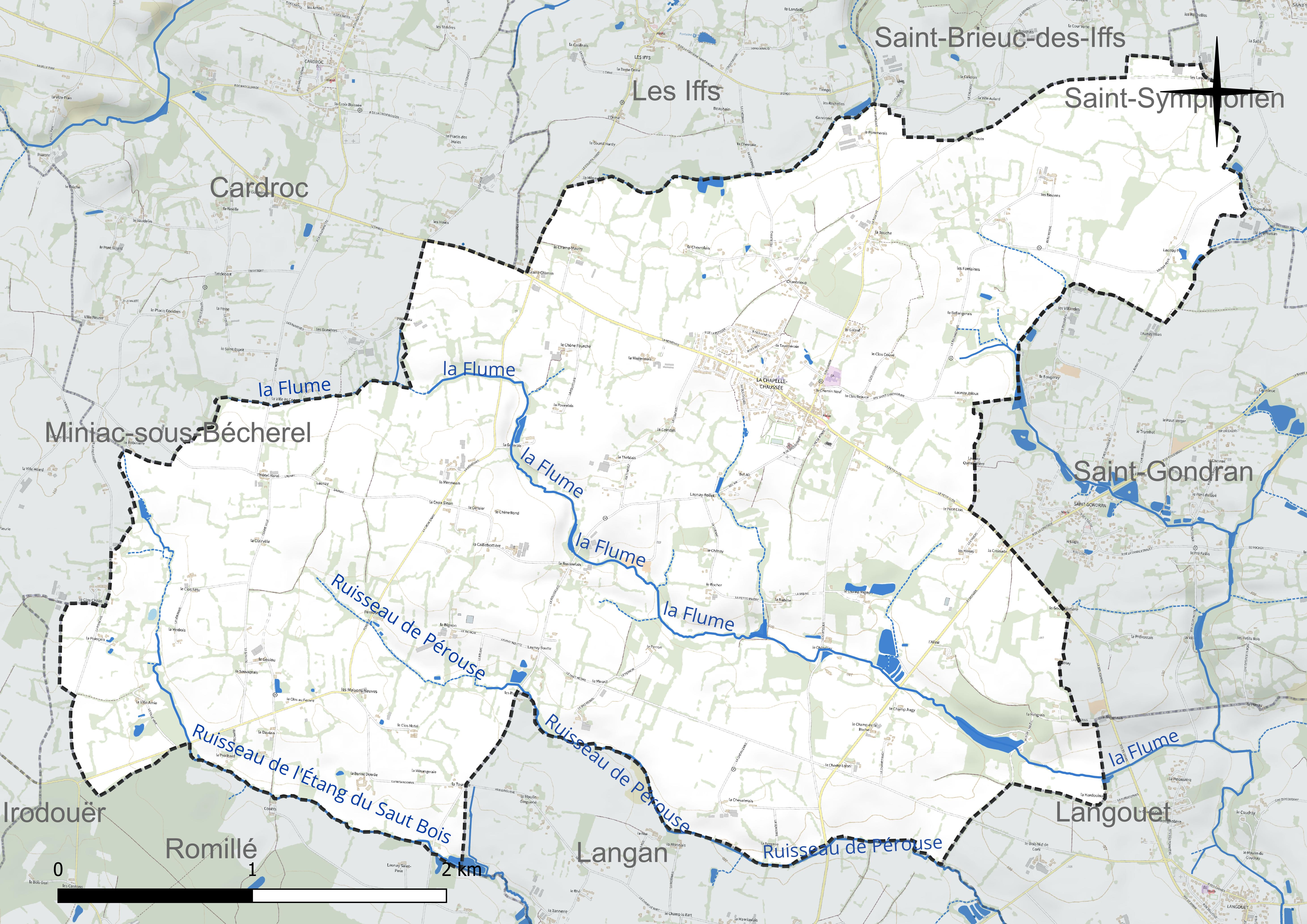
Réseau hydrographique de la La Chapelle-Chaussée.

### Climat
Le climat qui caractérise la commune est qualifié, en 2010, de « climat océanique altéré », selon la typologie des climats de la France qui compte alors huit grands types de climats en métropole. En 2020, la commune ressort du même type de climat dans la classification établie par Météo-France, qui ne compte désormais, en première approche, que cinq grands types de climats en métropole. Il s'agit d'une zone de transition entre le climat océanique, le climat de montagne et le climat semi-continental. Les écarts de température entre hiver et été augmentent avec l'éloignement de la mer. La pluviométrie est plus faible qu'en bord de mer, sauf aux abords des reliefs.
Les paramètres climatiques qui ont permis d'établir la typologie de 2010 comportent six variables pour les températures et huit pour les précipitations, dont les valeurs correspondent à la normale 1971-2000. Les sept principales variables caractérisant la commune sont présentées dans l'encadré ci-après.
| Paramètres climatiques communaux sur la période 1971-2000 - Moyenne annuelle de température : 11 °C - Nombre de jours avec une température inférieure à −5 °C : 2,1 j - Nombre de jours avec une température supérieure à 30 °C : 2,4 j - Amplitude thermique annuelle : 12,5 °C - Cumuls annuels de précipitation : 786 mm - Nombre de jours de précipitation en janvier : 13,2 j - Nombre de jours de précipitation en juillet : 7,1 j |

Avec le changement climatique, ces variables ont évolué. Une étude réalisée en 2014 par la Direction générale de l'Énergie et du Climat complétée par des études régionales prévoit en effet que la  température moyenne devrait croître et la pluviométrie moyenne baisser, avec toutefois de fortes variations régionales. Ces changements peuvent être constatés sur la station météorologique de Météo-France la plus proche, « Le Quiou », sur la commune du Quiou, mise en service en 1985 et qui se trouve à 14 km à vol d'oiseau,, où la température moyenne annuelle est de 11,8 °C et la hauteur de précipitations de 714,9 mm pour la période 1981-2010.
Sur la station météorologique historique la plus proche, « Rennes-Saint-Jacques », sur la commune de Saint-Jacques-de-la-Lande, mise en service en 1945 et à 25 km, la température moyenne annuelle évolue de 11,7 °C pour la période 1971-2000, à 12,1 °C pour 1981-2010, puis à 12,4 °C pour 1991-2020.

## Urbanisme

### Typologie
Au 1er janvier 2024, La Chapelle-Chaussée est catégorisée bourg rural, selon la nouvelle grille communale de densité à sept niveaux définie par l'Insee en 2022.
Elle est située hors unité urbaine. Par ailleurs la commune fait partie de l'aire d'attraction de Rennes, dont elle est une commune de la couronne,. Cette aire, qui regroupe 183 communes, est catégorisée dans les aires de 700 000 habitants ou plus (hors Paris),.

### Occupation des sols
L'occupation des sols de la commune, telle qu'elle ressort de la base de données européenne d'occupation biophysique des sols Corine Land Cover (CLC), est marquée par l'importance des territoires agricoles (97,4 % en 2018), une proportion sensiblement équivalente à celle de 1990 (98 %). La répartition détaillée en 2018 est la suivante : 
zones agricoles hétérogènes (44,8 %), terres arables (30,6 %), prairies (22 %), zones urbanisées (2,5 %), forêts (0,1 %). L'évolution de l'occupation des sols de la commune et de ses infrastructures peut être observée sur les différentes représentations cartographiques du territoire : la carte de Cassini (XVIIIe siècle), la carte d'état-major (1820-1866) et les cartes ou photos aériennes de l'IGN pour la période actuelle (1950 à aujourd'hui).

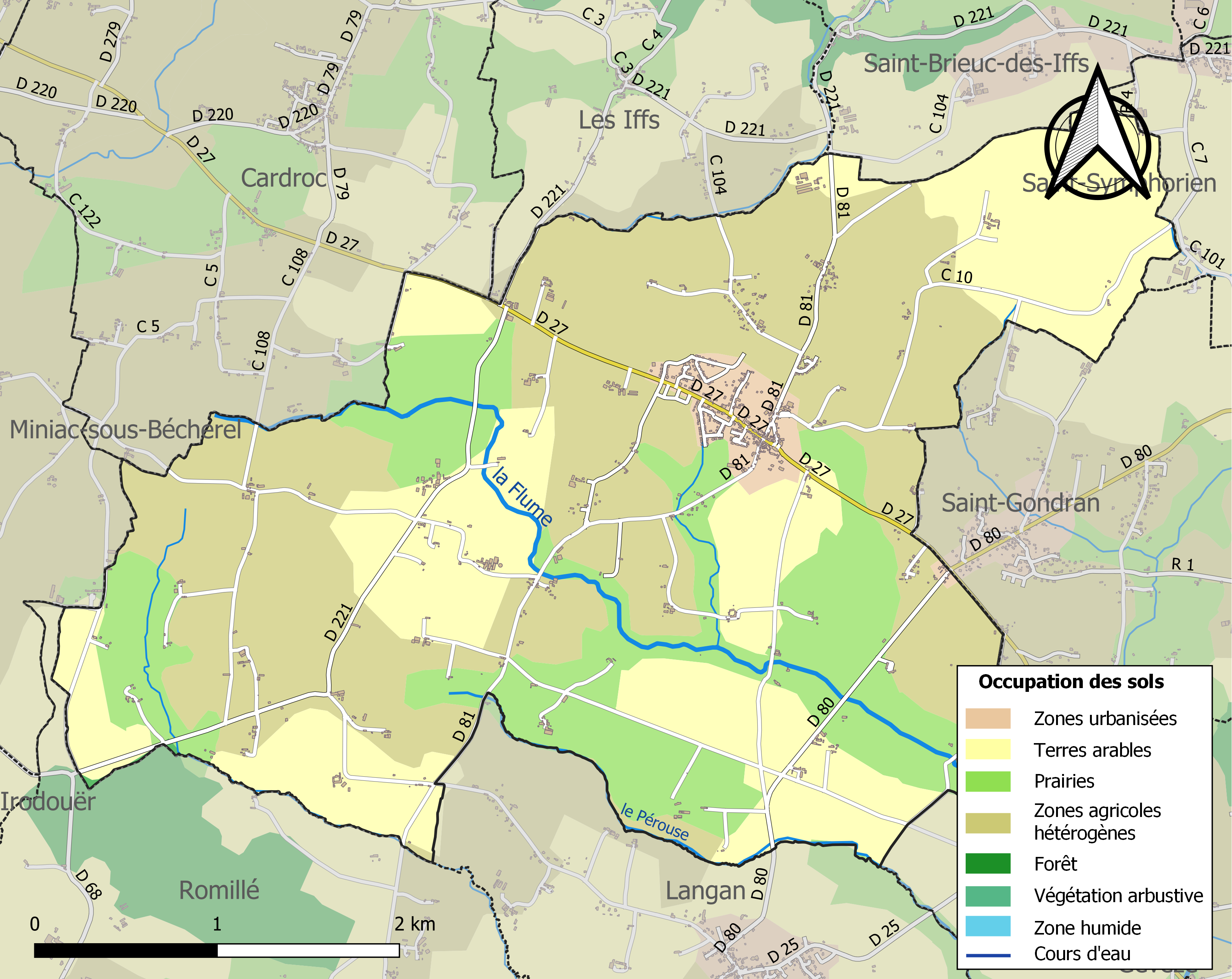
Carte des infrastructures et de l'occupation des sols de la commune en 2018 (CLC).

## Toponymie
Le nom de localité est attesté sous les formes Capella de Calceia en 1202, Capella Calciata en 1220 et 1442.
Contrairement à certaines hypothèses, Calceia, Calciata n'évoquent pas la chaux, absente dans cette zone argileuse, mais très certainement la « chaussée » qui désigne la voie gallo-romaine reliant Rennes à Dinan et Corseul[réf. nécessaire].

## Politique et administration

### Rattachements administratifs et électoraux

#### Circonscriptions de rattachement
La Chapelle-Chaussée appartient à l'arrondissement de Rennes et au canton de Montauban-de-Bretagne depuis le redécoupage cantonal de 2014. Avant cette date, elle appartenait au canton de Bécherel.
Pour l'élection des députés, la commune fait partie de la troisième circonscription d'Ille-et-Vilaine, représentée depuis février 2020 par Claudia Rouaux (PS-NUPES). Sous la IIIe République, elle appartenait à la circonscription de Montfort et de 1958 à 1986 à la 1re circonscription (Rennes-Nord).

#### Intercommunalité
Les dix communes du canton de Bécherel ont créé en 1990 le Syndicat intercommunal pour le Développement du Pays de Bécherel  qui s'est transformé le 1er janvier 1994 en communauté de communes du Pays de Bécherel.
Celle-ci a été dissoute au 1er janvier 2014 et La Chapelle-Chaussée, ainsi que Bécherel, Langan, Romillé, Miniac-sous-Bécherel ont intégré Rennes Métropole,.

#### Institutions judiciaires
Sur le plan des institutions judiciaires, la commune relève du tribunal judiciaire (qui a remplacé le tribunal d'instance et le tribunal de grande instance le 1er janvier 2020), du tribunal pour enfants, du conseil de prud'hommes, du tribunal de commerce, de la cour d'appel et du tribunal administratif de Rennes et de la cour administrative d'appel de Nantes.

### Liste des maires
| Période                                  | Période                   | Identité         | Étiquette | Qualité                                        |
| ---------------------------------------- | ------------------------- | ---------------- | --------- | ---------------------------------------------- |
| ca. 1919                                 | ?                         | Julien Busnel    | RG        | Conseiller d'arrondissement (1931 → 1940)      |
| Les données manquantes sont à compléter. |                           |                  |           |                                                |
| 1947                                     | 19..                      | François Bedouin | MRP       |                                                |
| 1958                                     | juin 1970 (décès)         | Pierre Daucé     |           | Ancien combattant                              |
| juillet 1970                             | mars 1983                 | Yves Busnel      |           | Commerçant en grains, maire honoraire (1983)   |
| mars 1983                                | juin 1995                 | Roland Thébault  |           | Retraité, maire honoraire                      |
| juin 1995                                | mars 2014                 | Loïc Morin       | DVD       | Responsable logistique, maire honoraire (2014) |
| mars 2014                                | En cours (au 25 mai 2020) | Pascal Pinault   | DVG       | Enseignant                                     |
| Les données manquantes sont à compléter. |                           |                  |           |                                                |

### Jumelages
- Lama-Bou (Togo) depuis juillet 2006 avec signature d'un protocole d'amitié.

## Démographie
L'évolution du nombre d'habitants est connue à travers les recensements de la population effectués dans la commune depuis 1793. Pour les communes de moins de 10 000 habitants, une enquête de recensement portant sur toute la population est réalisée tous les cinq ans, les populations de référence des années intermédiaires étant quant à elles estimées par interpolation ou extrapolation. Pour la commune, le premier recensement exhaustif entrant dans le cadre du nouveau dispositif a été réalisé en 2007.
En 2022, la commune comptait 1 299 habitants, en évolution de +2,93 % par rapport à 2016 (Ille-et-Vilaine : +5,46 %, France hors Mayotte : +2,11 %).
| 1793  | 1800  | 1806  | 1821  | 1831  | 1836  | 1841  | 1846  | 1851  |
| ----- | ----- | ----- | ----- | ----- | ----- | ----- | ----- | ----- |
| 1 285 | 1 111 | 1 153 | 1 402 | 1 204 | 1 181 | 1 194 | 1 135 | 1 095 |

| 1856  | 1861  | 1866  | 1872  | 1876  | 1881  | 1886  | 1891  | 1896  |
| ----- | ----- | ----- | ----- | ----- | ----- | ----- | ----- | ----- |
| 1 056 | 1 103 | 1 192 | 1 183 | 1 183 | 1 192 | 1 216 | 1 215 | 1 154 |

| 1901  | 1906  | 1911  | 1921 | 1926 | 1931 | 1936 | 1946 | 1954 |
| ----- | ----- | ----- | ---- | ---- | ---- | ---- | ---- | ---- |
| 1 089 | 1 107 | 1 033 | 914  | 877  | 818  | 848  | 761  | 771  |

| 1962 | 1968 | 1975 | 1982 | 1990 | 1999 | 2006  | 2007  | 2012  |
| ---- | ---- | ---- | ---- | ---- | ---- | ----- | ----- | ----- |
| 692  | 591  | 546  | 597  | 624  | 763  | 1 010 | 1 047 | 1 201 |

| 2017  | 2022  | - | - | - | - | - | - | - |
| ----- | ----- | - | - | - | - | - | - | - |
| 1 271 | 1 299 | - | - | - | - | - | - | - |

## Lieux et monuments
- Le château de La Chapelle-Chaussée : construit aux XVIe et XVIIe siècles, il est orné de boiseries Louis XV. Il a été inscrit à l'Inventaire supplémentaire des monuments historiques par arrêté du 11 juillet 1966[36].
- L'église Saint-Pierre : elle comporte des éléments du XVe (porte sud) et du XVIIIe siècle (chœur). La nef et le clocher ont été édifiés au XIXe siècle[37].

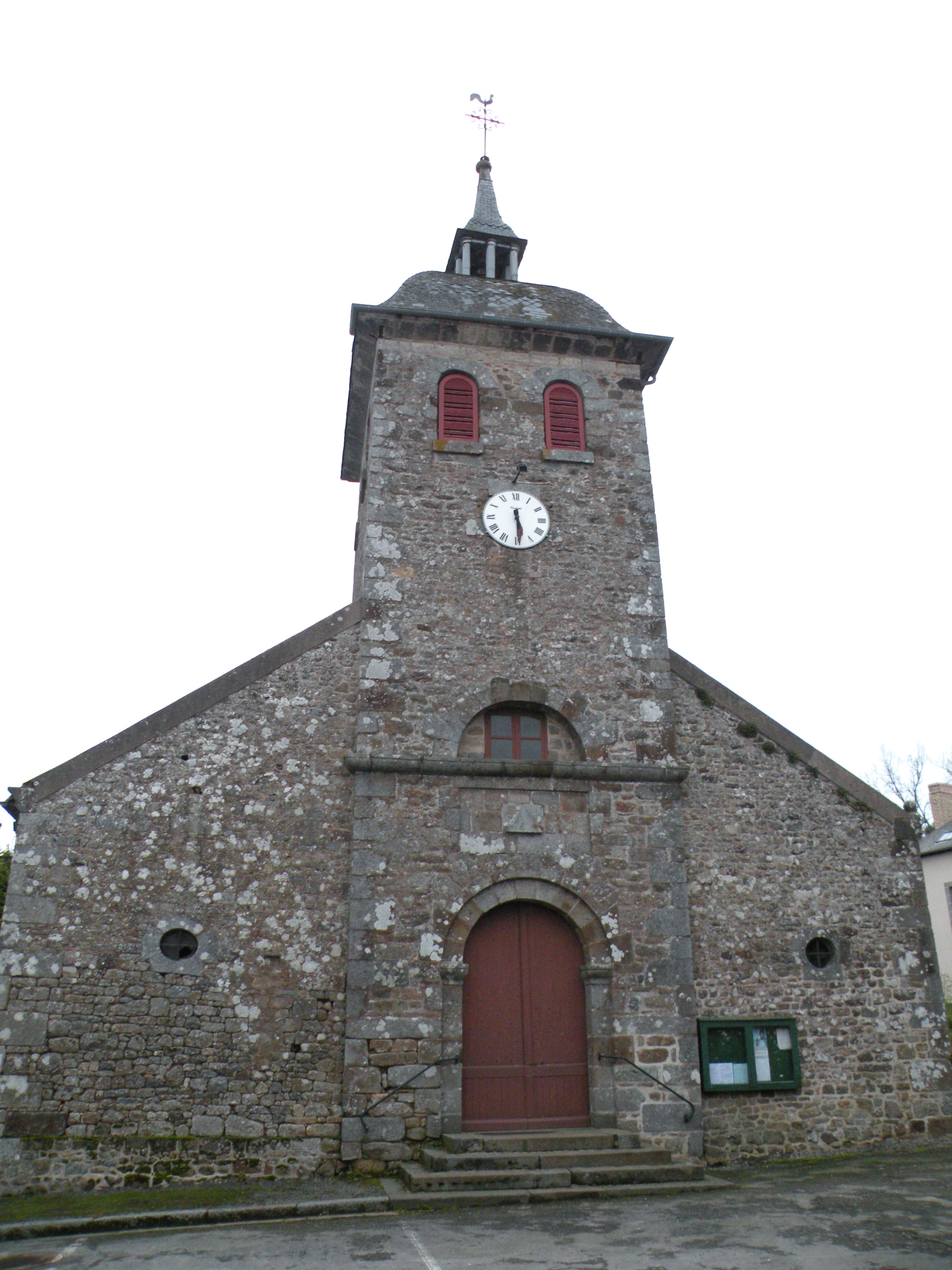
L'église Saint-Pierre.
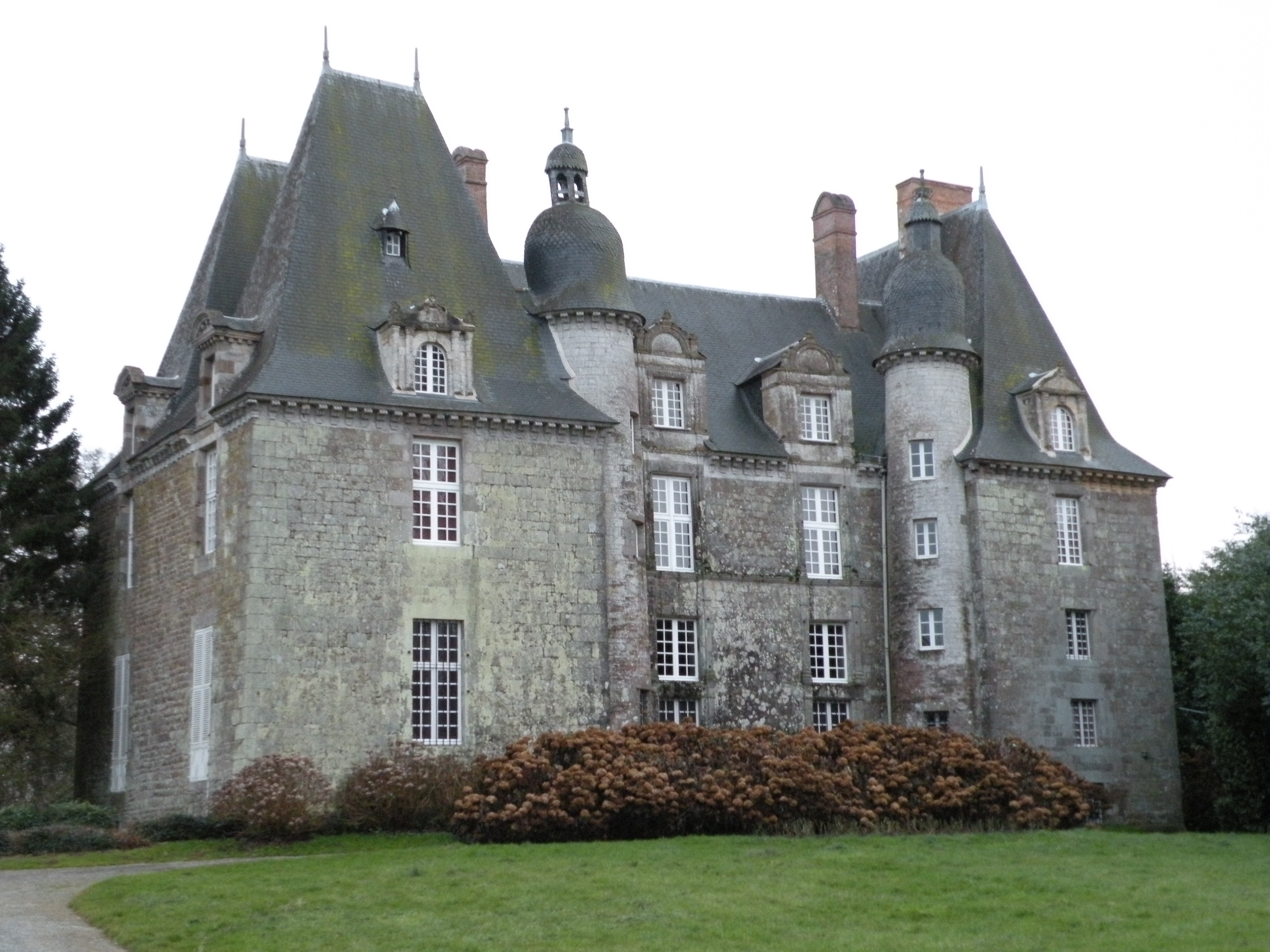
Le château.